# Nogent-sur-Vernisson
Nogent-sur-Vernisson is een gemeente in het Franse departement Loiret (regio Centre-Val de Loire). De plaats maakt deel uit van het arrondissement Montargis. Nogent-sur-Vernisson telde op 1 januari 2022 2.571 inwoners.

## Geografie
De oppervlakte van Nogent-sur-Vernisson bedroeg op 1 januari 2022 33,27 vierkante kilometer; de bevolkingsdichtheid was toen 77,3 inwoners per km².

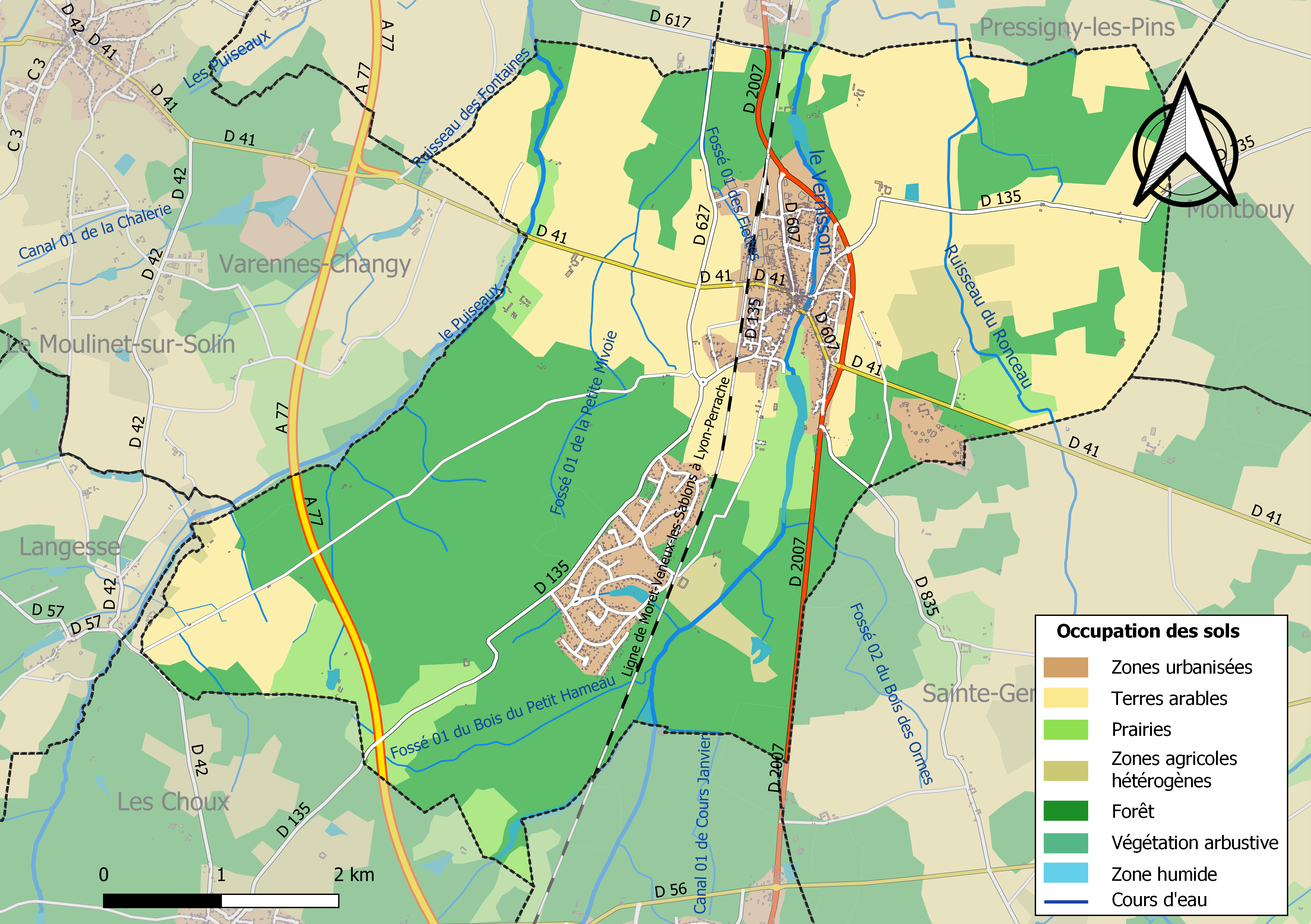
Kaart van de gemeente met de belangrijkste infrastructuur, bodemgebruik en omliggende gemeenten

## Verkeer en vervoer
In de gemeente ligt spoorwegstation Nogent-sur-Vernisson.

## Demografie
Onderstaande figuur toont het verloop van het inwonertal (bron: INSEE-tellingen).

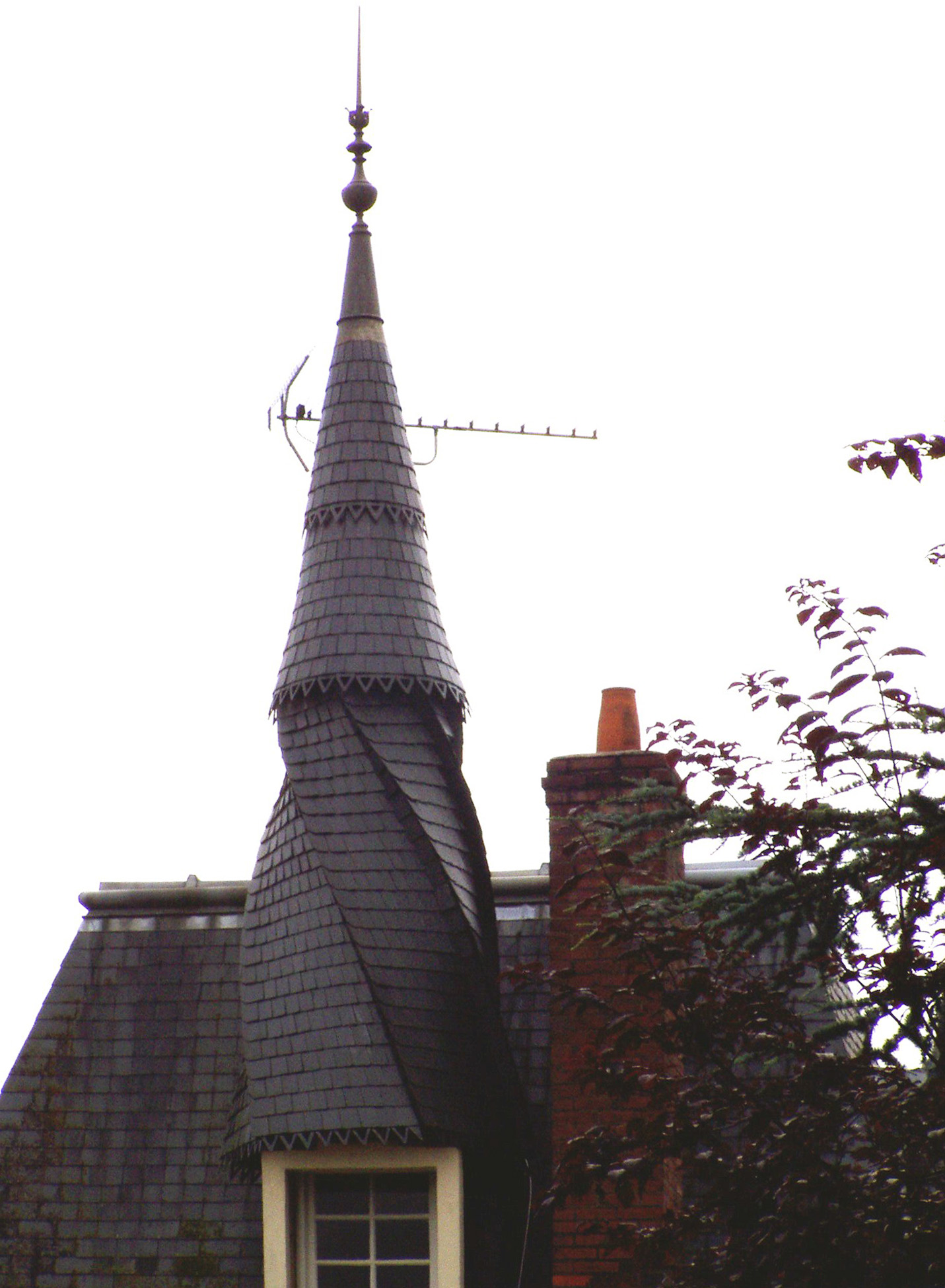
Een gedraaid torentje van het huis van timmerman-dakdekker M. Trognon.